# 丘の上の向日葵
丘の上の向日葵（おかのうえのひまわり）はTBS系列で1993年4月11日 - 6月27日に『東芝日曜劇場』枠で放送された山田太一原作・脚本のテレビドラマ。

## 概要
36年4か月続いたJNN基幹局で持ち回りの一話完結ドラマを制作するスタイルから、連続ドラマ枠に転換した第1弾がこの作品である。

## キャスト
- 柚原孝平：小林薫
- 矢部芙美：島田陽子
- 矢部肇：筒井道隆
- 柚原信江：葉月里緒菜
- 東郷奈津：高畑淳子
- 若森秀樹：水島涼太
- 高山里美：久野真紀子
- 入江桂子：大西智子
- 東郷周三郎：大地康雄
- 蓮谷一郎：野村宏伸
- 柚原智子：竹下景子

## 主題歌
- 「想い出にゆれて」ガース・ブルックス

## スタッフ
- 原作・脚本：山田太一『丘の上の向日葵』（新潮社刊）
- 詩：「まど・みちお全集」（理論社刊）
- 音楽：中冨雅之[3]
- プロデューサー：堀川とんこう
- 演出：清弘誠、高橋一郎

## 視聴率
|        | サブタイトル       | 演出     | 視聴率 |
| ------ | ------------------ | -------- | ------ |
| 第1回  | (サブタイトルなし) | 清弘誠   | 12.9%  |
| 第2回  | (サブタイトルなし) | 清弘誠   | 13.5%  |
| 第3回  | (サブタイトルなし) | 高橋一郎 | 11.6%  |
| 第4回  | (サブタイトルなし) | 高橋一郎 | 10.6%  |
| 第5回  | (サブタイトルなし) | 清弘誠   | 10.6%  |
| 第6回  | (サブタイトルなし) | 清弘誠   | 10.4%  |
| 第7回  | (サブタイトルなし) | 高橋一郎 | 12.6%  |
| 第8回  | (サブタイトルなし) | 高橋一郎 | 11.6%  |
| 第9回  | 5人で会う日        | 清弘誠   | 11.3%  |
| 第10回 | あなたが欲しいの   | 清弘誠   | 11.0%  |
| 第11回 | 情事               | 清弘誠   | 13.3%  |
| 最終回 | 不意の別れ         | 高橋一郎 | 14.1%  |